# 周世棨
周世棨（？—？），浙江會稽人，河南開封祥符籍，是一名清朝政治人物。
周世棨曾于嘉慶十二年接替福纶布任兴化府知府一职，由多托礼接任。